# Despedida (canción de Julieta Venegas)
«Despedida» es una canción interpretada por la cantante mexicana Julieta Venegas incluida en su quinto álbum de estudio Otra cosa, de 2010. Esta canción fue compuesta por Juieta Venegas inspirada en el cantautor mexicano de música ranchera José Alfredo Jiménez. Se lanzó como segundo sencillo en descarga digital el 11 de mayo de 2010 a través de iTunes.
Recibió muy buenas críticas llamándola «La mejor canción del disco». No contó con un buen desempeño comercial, ya que no hubo la promoción debida de la canción. En los Estados Unidos alcanzó el puesto treinta y cinco de la lista Billboard Latin Pop Aiplay y la posición número noventa y seis del Chile Single Chart.
El vídeo musical fue dirigido por Agustín Alberdi que también dirigió «Bien o Mal». Este tema contó con dos diferentes versiones uno editado para América y otro para Europa.

## Canción
Fue lanzada en iTunes en Descarga Digital el 11 de mayo de 2010. Julieta misma declaró sobre la canción: “Escuchando a José Alfredo Jiménez se me ocurrió este tema. Es sobre despedirte bien de alguien, aceptando que no funcionó, no es una despedida mala onda, pero si no funciona, adiós”. Días más tarde la cantante anuncia su retiro de los escenarios para dedicarse a su maternidad.
Varios diarios y revistas de música como Rolling Stone México catalogan a "Despedida" como la mejor canción de Otra cosa.
Como parte de la promoción de la canción, en verano de este año Julieta lanzó una convocatoria llamada "Haz otra cosa este verano" dividida en 3 categorías: Remix y Video que consistían en elaborar un remix y un clip del sencillo, y Campaña en la que se calificaba la mejor idea para dar a conocer la canción. El video ganador fue subido en el portal oficial en YouTube.

## Vídeo
El vídeos fue dirigido por Maxi Blanco y oficialmente e internacionalmente se lanzó el 18 de agosto de 2010 aunque un día antes ya estaba disponible en algunos sitios de Internet. El clip sigue la línea del sencillo antecesor Bien o mal, proponiendo una paleta de significados para que cada espectador proyecte y le dé un sentido personal.
Básicamente es una comedia divertida y comienza mostrando en pantalla la frase "Este track debería escucharse fuerte" y posteriormente a un hombre con ropa antigua, con el rostro cubierto y con flores en sus calcetines, el cual cae y rueda por una colina. Posteriormente aparece una Julieta embarazada portando un vestido enterizo negro y un sombrero lila mientras que se alternan imágenes del hombre, rodando cuesta abajo, y parejas de animales como cebras, leones, avestruces, gorilas, jirafas, alces y tortugas en época de apareamiento. Después el hombre, mucho más grande que Julieta, cae cerca mientras que ella coloca un disco de vinilo el cual termina de reproducir la canción. El video finaliza mostrando a Julieta sentada en una silla dorada cantando a capela (tal como finalizó el video de Bien o mal).
El video en sí refleja que las relaciones tienen muchos momentos y la despedida es solo uno de ellos, el que está antes del próximo encuentro. 
El 30 de noviembre de 2010 se da conocer un segundo corte, de la misma duración pero que elimina las escenas en las que el hombre gigante aparece, siendo reemplazadas por imágenes en las que Julieta canta en el campo. Asimismo los animales en reproducción salen en pequeños recuadros y se elimina la última parte en la que Julieta canta a capela sentada junto a un disco de vinilo. Este vídeo es para países europeos como España, Reino Unido y Países Bajos entre otros, en América solo se puede ver por VH1 Latinoamérica.
El video fue grabado en dos etapas: en la primera se escogió la ciudad de Tandil, en Argentina. La segunda parte fue filmada en el Municipio de Isidro Fabela, en el Estado de México.
En el conteo anual del canal de vídeos Ritmoson Latino Los 100 Primeros del 2010 queda en la posición #69

## Formatos
- Descarga digital

| «Bien o Mal» — Sencillo |             |          |  |
| N.º                     | Título      | Duración |  |
| 1.                      | «Despedida» | 3:23     |  |

### Semanales
| País           | Lista                       | Mejor posición |
| 2010           | 2010                        | 2010           |
| -------------- | --------------------------- | -------------- |
| Chile          | Top 100 Chile               | 96             |
| Estados Unidos | Latin Pop Songs (Billboard) | 35             |

## Remixes
- Despedida (Despike Masters Mix, Remix Oficial) por spike masters
- Despedida (Remix Ivan Villanueva)